# Minibidion craspedum
Minibidion craspedum är en skalbaggsart som beskrevs av Martins 1971. Minibidion craspedum ingår i släktet Minibidion och familjen långhorningar. Inga underarter finns listade i Catalogue of Life.